# 무지개 (1981년 드라마)
《무지개》는 1981년 9월 14일부터 1981년 12월 29일까지 방영된 KBS 2TV 일일 드라마(9시~10시대)이다.

## 등장 인물
- 유지인 : 신옥 역
- 서인석 : 준호 역
- 한진희 : 영환 역
- 강부자
- 김소원
- 신구
- 허진
- 김성근
- 김미숙